# 不老 (X-ファイルのエピソード)
「不老」（原題:Excelsis Dei）は『X-ファイル』のシーズン2第11話で、1994年12月16日にFOXが初めて放送した。

## スタッフ
- 監督：スティーヴン・サージック
- 脚本：ポール・ブラウン

## キャスト

### レギュラー
- デイヴィッド・ドゥカヴニー - フォックス・モルダー特別捜査官
- ジリアン・アンダーソン - ダナ・スカリー特別捜査官

### ゲスト
- テリル・ロセリー - ミシェル・チャーターズ
- サブ・シモノ - ガング・ビチェン
- フランセス・ベイ - ドロシー
- エリック・クリスマス - スタン・フィリップス
- デヴィッド・フレスコ - ハル・アーデン

## ストーリー
モルダーとスカリーはマサチューセッツ州ウースターにある老人ホーム「神の家」（Excelsis Dei）で発生したレイプ事件の捜査に当たる。被害者のミシェルは透明人間にレイプされたと主張していたが、やがて入居者であるハルにレイプされたと打ち明ける。ハルは自身の犯行を認めたが、性行為を行えるだけの状態にないと2人に語った。
モルダーとスカリーが捜査を進めていくと、マレーシア人の職員ガングが入居者たちに特別な薬を与えていたことが判明する。その薬は本草学に基づいて調合されたもので、ガングは原料となるキノコを施設の地下室で栽培していた。その薬は入居者たちのアルツハイマー病に効いたが、副作用のために、入居者たちは施設で亡くなった人の霊が見えるようになったのだという。それどころか、霊は入居者たちを媒介として具現化し、生前に自分を虐待した職員に復讐を果たしているのだという。患者の一人がその薬を飲み過ぎたとき、霊魂が再びミシェルを攻撃する。霊魂はモルダーとミシェルをシャワー室に閉じ込め、2人を溺死させようとした。しかし、間一髪のところで、スカリーが入居者の発作を抑えることに成功し、2人は生還した。
事態を重く見たマサチューセッツ州は施設の管理権を取り上げ、薬を処方したガングの身柄を移民局に送る。薬を服用できなくなった入居者たちには、認知症の症状が再発していた。

## 製作
スティーヴン・サージックは『X-ファイル』のファンであったため、自ら監督を担当したいと申し出てきたのだという。本エピソードの製作は困難を極めた。「スタッフは撮影時と編集時に頭痛に悩まされていた」と回想している者がいるほどである。その原因は脚本がスタッフ・俳優陣に届いたのが撮影の2日前であったことにある。
シャワー室から大量の水があふれ出るシーンを撮影するために、特殊効果を担当したデイヴ・ゴーシャーは3000ガロンの水を入れられるだけのセットを組み上げた。脚本にはミシェルが同性愛者であると記載され、彼女が自宅で恋人と会うシーンがあった。しかし、クリス・カーターは「そのシーンを入れる必要性がないように思えた」という理由で、当該シーンをカットした。
本エピソードのシーンの大半はブリティッシュコロンビア州のコキットラムにあるリバービュー病院で撮影された。撮影中、スタッフの数名が謎の音を耳にしたと訴え、中には「この病院は何かに取り憑かれている」と言って院内に入ろうとしない者まで出たという。

## 評価
1994年12月16日、FOXは本エピソードを初めてアメリカで放映し、1420万人の視聴者（850万世帯）を獲得した。
『エンターテイメント・ウィークリー』は本エピソードにB-評価を下し、「突飛ではあるが、キュートな雰囲気のあるエピソードだ」と評している。『A.V.クラブ』のザック・ハンドルンは「レイプ事件を扱ったエピソードであるため、苦みのあるエピソードになっている」「結末が少々曖昧に過ぎるように思える」と述べている。『クリティカル・ミス』のジョン・キーガンは本エピソードに10点満点で6点を与え、「全体としてみれば、「不老」はとても面白いものに注目していると言える。しかし、ストーリーが堂々巡りになっているが故に、面白さがどこかへ行ってしまった。しかし、虐待が行われている老人ホームという舞台設定を使うことで、不気味な霊体がなくても恐怖を感じさせるものになっている。「不老」の核となる部分は良い出来である。」と述べている。
『SFスコープ』は本エピソードに5つ星評価で3つ星を与え、「「不老」は5つ星満点のエピソードになり得た。しかし、余りにも多くの謎を残したまま物語が終わってしまった。それ故、このエピソードに満点を付けることができなかった」と評している。ロバート・シャーマンとラース・ピアソンは本エピソードに5つ星評価で星1つを与え、「特殊効果の幽霊は実に気味の悪いものだった」「全体として深刻な雰囲気が漂っている」と述べつつも、「女性がレイプされたにも拘わらず、スカリーに感情の揺れが見られない」「『昇天 Part.3』の劣化版」「非常に馬鹿馬鹿しいエピソードだ」と酷評している。